# Gottschelia
Gottschelia là một chi rêu trong họ Jungermanniaceae.